# The Sims 2: Házi kedvenc
A the Sims 2 Házikedvenc a The Sims 2 sorozat 4. kiegészítő lemeze.

## Kutyák és macskák
Ebben a játékban már kisállat is létrehozható. Létrehozásuk a Simekéhez hasonló. Vásárlás módban hörcsög és papagáj is vásárolható. (Csak a ketrec és az állat színét lehet változtatni.) Macskát és kutyát is lehet vásárolni közösségi telken, vagy ha örökbefogadnak egyet (fel lehet hívni az állatmenhelyet, de utcáról is fogadhatunk be, amennyiben az állat és a sim közt a kapcsolatmutató erős). Sokféle kutyaház, játék, fekhely és tál közül lehet válogatni. Az igazán állatbarátoknak a szerkesztők betettek 2 márványszobrot a játékba. Az egyik egy kutyát, a másik pedig egy macskát ábrázol, és különböző tappancsmintás linóleum, csempe, és szőnyeget kapott a kiegészítő.

## Az állattartás előnyei
- A Sim nem unatkozik, mert mindig van valakivel játszani.
- Egy szerethető társra lel a kutyákban és a macskákban.
- A kutya örök barátságot nyújt a Simnek. (Persze ha összebarátkoznak.)

## Az állattartás hátrányai
- A neveletlen állatok szétkarmolják, szétrágják a bútorokat.
- Az etetés és gondozás sokba kerül.
- Ha a Sim sokat dolgozik akkor felesleges.
- Bosszantó hogy ha felborítják a kukát és meg kell fürdetni őket.
- Fáradtságos munkával be kell temetni a gödröket amit a kutyák ásnak.

## Egyéb tudnivalók
Az állatok nem megfelelő gondozásánál egy rendőr elviszi azt. (Úgy mint a szociális munkás a kisgyereket.) A kutyák és a macskák is vállalhatnak munkát pénzért. A macska a toaletten WC-zni tud. És le is tudja húzni. Különböző interakciójaikat lehet dicsérettel és szidással jutalmazni (pl.: ha szétrágott/szétkarmolt tárgyat, sim ágyon való alvásért, vagy állatpárnán való tartózkodásért, sim étel evéséért stb.) Rágási és karmolási szükségletetiket kaparófa vagy rágóka vásárlásával lehet kielégíteni. Az állatokat pároztatni is lehet kutyaházban ,,Kölyök nemzése vele..." interakcióval, hogyha a sim és az állat kapcsolata erős, különben ha nem akkor az állat visszautasítsa a sim cselekedetét.